# Orosz–ukrán barátsági szerződés
Az orosz–ukrán barátsági szerződés, teljes nevén Barátsági, együttműködési és partnerségi szerződés Ukrajna és az Oroszországi Föderáció között (ukránul: Договір про дружбу, співробітництво і партнерство між Україною і Російською Федерацією, oroszul: Договор о дружбе, сотрудничестве и партнёрстве между Российской Федерацией и Украиной) nemzetközi szerződés, amelyet 1997. május 31-én írta alá Ukrajna és Oroszország elnöke. A szerződés rögzíti a két ország stratégiai partnerségét, a határok sérthetetlenségét, és az országok területi egységének garantálását.
A szerződést ukrán részről Leonyid Kucsma akkori ukrán, és Borisz Jelcin orosz elnök írta alá 1997. május 31-én Kijevben. Ukrajna parlamentje, az Ukrán Legfelsőbb Tanács 1998. január 14-én ratifikálta törvényi szinten. Orosz részről ugyanezt az Állami Duma 1998. december 25-én tette meg, az erről határozó törvényt a Szövetségi Tanács 1999. február 17-én hagyta jóvá.
A szerződést tíz évre kötötték, és a 40. cikkelye rögzíti, hogy tíz év után automatikusan meghosszabbodik, amennyiben egyik fél sem jelzi a szerződés megszüntetésére irányuló szándékát. Ennek megfelelően a szerződés két alkalommal hosszabbodott meg automatikusan.
A Krím 2014-es orosz megszállása és a kelet-ukrajnai konfliktus miatt, melyek során orosz részről a barátsági szerződésben megfogalmazott elveknek ellentmondva Ukrajna határainak és területi egységének sérthetetlenségét figyelmen kívül hagyta Oroszország, Ukrajna 2018 őszén jelezte, hogy nem támogatja a szerződés 2019-es megújulását. 
Ukrajna külügyminisztériuma 2018 márciusában javasolta a szerződés felmondását. Petro Porosenko ukrán elnök 2018. augusztus 28-án utasította az ukrán külügyminisztériumot a szerződés felmondásának előkészítésére. Majd szeptember 19-én Porosenko elnöki rendeletet írt alá a barátsági szerződés meghosszabbításának elutasításáról, és szeptember 24-én Ukrajna értesítette az ENSZ-t a nemzetközi szerződés megszüntetéséről. December 3-án Porosenko törvényjavaslatot terjesztett be az Ukrán Legfelsőbb Tanács elé az orosz–ukrán barátsági szerződés felmondásáról, melyet az ukrán parlament december 6-án 227 támogató és 20 ellenző szavazattal jóváhagyott. Porosenko elnök 2018. december 10-i aláírásával hatályba lépett a törvény, melynek értelmében az orosz–ukrán barátsági szerződés 2019. április 1-jéig volt érvényben, ez után hatályát vesztette.